# Канадские федеральные выборы (1988)
Канадские федеральные выборы 1988 года состоялись в Канаде 21 ноября 1988 года. В результате было выбрано 295 членов 34-го парламента страны. Выиграла выборы прогрессивно-консервативная партия во главе с Брайаном Малруни. Официальной оппозицией стала либеральная партия.
Явка составила 76 %.

## Результаты
В результате выборов в парламент страны прошли Прогрессивно-консервативная партия Канады, Либеральная партия Канады, Новая демократическая партия. Кроме того, в выборах принимали участия, но не получили ни одного места в парламенте реформистская партия Канады, Партия христианского наследия Канады, партия Носорог, Зелёная партия Канады, конфедерация регионов, либертарианская партия, партия содружества, коммунистическая партия Канады, партия социального кредита Канады.
В течение всей предвыборной кампании лидерство переходило от прогрессивно-консервативной партии к либеральной и обратно.
В итоге, прогрессивно-консервативная партия не смогла сохранить абсолютное большинство в парламенте. Реформистская партия впервые принимала участие в выборах, но не смогла получить места в парламенте. Партия социального кредита, не получив мест в парламенте, последний раз участвовала в выборах.